# 注資
注資（Capital injection），即是投資或者再投資，例如港鐵港島綫西延計劃，香港政府注資。在商言商，注資所考慮的是盈利前景、Rate of return、股本回報率，當然商業風險、政治風險、市場、投資環境、合作伙伴的信用等也要考慮。
注資在另一個角度說，即是「要求注資」，例如上市公司的配股集資，是當股價收益比高企時發生的事，俗稱向市場「吸水」，是財技之一，小股民最怕，因為同意注資則違背「分散投資」的原則，不接受則自己的股權被攤簿。

## 相關
- 止蝕
- 借殼上市

## 外部參考
- 貨幣市場年關難度 歐洲央行承諾注資 （页面存档备份，存于）
- 獲母公司注資，作價33億 （页面存档备份，存于）
- 全峰快递获云锋基金注资数亿 或因阿里寻求上市 中国经济网 2014-05-31